# Gimpelswiesenbach
Der Gimpelswiesenbach ist ein linker Zufluss der Ruwer im Landkreis Trier-Saarburg, Rheinland-Pfalz, Deutschland.
Er hat eine Länge von 1,866 Kilometern und ein Wassereinzugsgebiet von 2,476 Quadratkilometern.
Der Bach entspringt und mündet nordöstlich von Kell am See im Naturpark Saar-Hunsrück.